# Wonderfulness
Wonderfulness è un album comico parlato dell'attore statunitense Bill Cosby pubblicato nel 1966 dalla Warner Bros. Records.

## Descrizione
Il titolo del disco deriva da un tormentone presente nella serie televisiva Le spie, interpretata da Cosby.
Si trattò del primo di molti album comici registrati dal vivo a Harrah's, Lago Tahoe, Nevada, dalla Warner. Sette delle otto tracce su disco trattano di tematiche relative all'infanzia di Cosby; l'ultima, Niagara Falls, racconta di una gita alle cascate del Niagara fatta dal produttore televisivo Sheldon Leonard, responsabile di aver scritturato Cosby per Le spie.
Il disco si aggiudicò il Grammy Award nel 1967 come "Best Comedy Album".

## Tracce
Lato 1
1. Tonsils – 15:19
2. The Playground – 3:21
3. Lumps – 1:39
4. Go Carts – 5:40

Lato 2
1. Chicken Heart – 12:28
2. Shop – 2:13
3. Special Class – 1:34
4. Niagara Falls – 4:52